# غادجيت بوي
غادجيت بوي مسلسل رسوم متحركة فرنسي أمريكي عرض لأول مره في 9 سبتمبر 1995 واستمر عرضه حتى 28 فبراير 1998 وتمت دبلجة المسلسل للغة العربية .

## روابط خارجية
- غادجيت بوي على موقع IMDb (الإنجليزية)
- غادجيت بوي على موقع كينوبويسك (الروسية)
- غادجيت بوي على موقع ألو سيني (الفرنسية)
- غادجيت بوي على موقع قاعدة بيانات الفيلم (الإنجليزية)

- DHX Media's Gadget Boy Official Site
- Gadget Boy and Heather on the Internet Movie Database
- Gadget Boy's Adventures in History on the Internet Movie Database
- Gadget Boy & Heather on TV.com